# Otachyrium
Otachyrium és un gènere de plantes de la família de les poàcies, ordre de les poals, subclasse de les commelínides, classe de les liliòpsides, divisió dels magnoliofitins.

## Taxonomia
- Otachyrium aquaticum Sendulsky et Soderstr.
- Otachyrium grandiflorum Sendulsky et Soderstr.